# マグダレナ・ユルチク
マグダレナ・ユルチク（Magdalena Jurczyk、1995年10月25日 - ）は、ポーランドの女子バレーボール選手。ポーランド代表。

## 来歴

### クラブチーム
2014年、Karpaty Krosnoへ入団し3年間プレーした。2017/18シーズンはWisła Warszawaで、2018/19シーズンはUKS Jedynka Tarnówでプレーした。2020年、ポーランドタウロンリーガのJoker Świecieでプレーし国内リーグではベストブロッカー部門で4位の活躍をみせた。2021年、KSディヴェロプレス・ジェシュフへの移籍が発表され、タウロンリーガでは2021/22、2022/23、2023/24シーズンで3年連続で準優勝となった。

### 代表チーム
2022年、シニア代表に初選出される。2023年のネーションズリーグではレギュラーに抜擢され、レギュラーラウンドではベストスパイカー部門で1位になる活躍をみせ、銅メダルを獲得した。同年のパリ五輪予選に出場した。2024年、ネーションズリーグで2年連続で銅メダルを獲得した。同年8月のパリ五輪に出場した。

## 球歴
- オリンピック - 2024年
- 欧州選手権 - 2023年
- ネーションズリーグ - 2022年、2023年、2024年

## 所属クラブ
- Karpaty Krosno（2014-2017年）
- Wisła Warszawa（2017-2018年）
- UKS Jedynka Tarnów（2018-2019年）
- Enea Energetyk Poznań（2019-2020年）
- Joker Świecie（2020-2021年）
- KSディヴェロプレス・ジェシュフ（2021年-）